# Liste der Baudenkmäler im Wuppertaler Wohnquartier Ostersbaum (A–F)
Die Liste der Baudenkmäler im Wuppertaler Wohnquartier Ostersbaum (A–F) enthält die denkmalgeschützten Bauwerke auf dem Gebiet von Wuppertal-Ostersbaum in Nordrhein-Westfalen (Stand: November 2017). Diese Baudenkmäler sind in der Denkmalliste der Stadt Wuppertal eingetragen; Grundlage für die Aufnahme ist das Denkmalschutzgesetz Nordrhein-Westfalen (DSchG NRW).

## Auszug aus der Denkmalliste

### Eingetragene Baudenkmäler
| Bild                                   | Bezeichnung                                      | Lage                                  | Beschreibung | Bauzeit        | Eingetragen seit   | Denkmal- nummer |
| -------------------------------------- | ------------------------------------------------ | ------------------------------------- | --- | -------------- | ------------------ | --------------- |
| weitere Bilder                         | Siedlung (Siedlung Frankenplatz)                 | Ostersbaum (Siedlung Frankenplatz)    | Zur Siedlung Frankenplatz gehören: Burgunderstraße 1-5, Frankenplatz 3-43, 4-12, Frankenstraße 1,3,7-15,19, 2-18, Friesenstraße 1-27, 2-14, Gotenstraße 3,9,11, 6-10 | 1913–1927      |                    | 0               |
| weitere Bilder                         | Engelnberg-Tunnel (Rheinische Bahnstrecke)       | Ostersbaum (Tunnel Engelnberg)        | Bestandteil der Rheinischen Bahnstrecke |                | 10. Januar 1991    | 1851            |
| weitere Bilder                         | Schulgebäude                                     | Ostersbaum Am Engelnberg 16 Karte     | | 1886/87        | 17. April 1996     | 3880            |
| weitere Bilder                         | Schulgebäude (Städtische Grundschule)            | Ostersbaum Am Mirker Bach 1 Karte     | | 1888           | 14. Mai 1993       | 2952            |
| weitere Bilder                         | Siedlungshaus (Siedlung Frankenplatz)            | Ostersbaum Burgunderstraße 1 Karte    | Bestandteil der Siedlung Frankenplatz, eine D-Nummer mit Burgunderstraße 3, 5                                                                                        | 1920           | 4. Juli 1990       | 1787            |
| weitere Bilder                         | Siedlungshaus (Siedlung Frankenplatz)            | Ostersbaum Burgunderstraße 3 Karte    | Bestandteil der Siedlung Frankenplatz, eine D-Nummer mit Burgunderstraße 1, 5                                                                                        | 1920           | 4. Juli 1990       | 1787            |
| weitere Bilder                         | Siedlungshaus (Siedlung Frankenplatz)            | Ostersbaum Burgunderstraße 5 Karte    | Bestandteil der Siedlung Frankenplatz, eine D-Nummer mit Burgunderstraße 1, 3                                                                                        | 1920           | 4. Juli 1990       | 1787            |
| Wohn- und Geschäftshaus                | Wohn- und Geschäftshaus                          | Ostersbaum Deweerthstraße 1 Karte     | | 1905           | 7. April 1994      | 3354            |
| weitere Bilder                         | Wohnhaus mit Gaststätte und Kegelbahn            | Ostersbaum Deweerthstraße 2 Karte     | eine D-Nummer mit Deweerthstraße 2a | 1900           | 13. Januar 1987    | 936             |
| Wohn- und Geschäftshaus (Engelnburg)   | Wohn- und Geschäftshaus (Engelnburg)             | Ostersbaum Deweerthstraße 2 a Karte   | eine D-Nummer mit Deweerthstraße 2 | 1900           | 13. Januar 1987    | 936             |
| weitere Bilder                         | Wohn- und Geschäftshaus                          | Ostersbaum Deweerthstraße 3 Karte     | | 1905           | 24. März 1994      | 3331            |
| Wohnhaus                               | Wohnhaus                                         | Ostersbaum Deweerthstraße 4 Karte     | eine D-Nummer mit Deweerthstraße 6 | 1890           | 12. August 1986    | 849             |
| weitere Bilder                         | Wohnhaus                                         | Ostersbaum Deweerthstraße 5 Karte     | | 1910           | 9. November 1993   | 3171            |
| Wohnhaus                               | Wohnhaus                                         | Ostersbaum Deweerthstraße 5 b Karte   | | 1911           | 7. August 1992     | 2357            |
| Wohnhaus                               | Wohnhaus                                         | Ostersbaum Deweerthstraße 6 Karte     | eine D-Nummer mit Deweerthstraße 4 | 1890           | 12. August 1986    | 849             |
| Wohn- und Geschäftshaus                | Wohn- und Geschäftshaus                          | Ostersbaum Deweerthstraße 8 Karte     | |                | 25. Juni 1990      | 1780            |
| Wohnhaus                               | Wohnhaus                                         | Ostersbaum Deweerthstraße 9 Karte     | ehemaliges Geschäfts- und Wohnhaus, heute ausschließlich Wohnhaus |                | 7. April 1994      | 3349            |
| Wohnhaus                               | Wohnhaus                                         | Ostersbaum Deweerthstraße 10 Karte    | | 1892–1895      | 7. April 1994      | 3350            |
| Wohnhaus                               | Wohnhaus                                         | Ostersbaum Deweerthstraße 11 Karte    | Ursprünglich auch Geschäftshaus | 1895–1900      | 28. April 1994     | 3387            |
| Wohn- und Geschäftshaus                | Wohn- und Geschäftshaus                          | Ostersbaum Deweerthstraße 12 Karte    | | 1895–1897      | 7. April 1994      | 3351            |
| Wohnhaus                               | Wohnhaus                                         | Ostersbaum Deweerthstraße 13 Karte    | | 1895–1898      | 31. März 1994      | 3342            |
| Wohn- und Geschäftshaus                | Wohn- und Geschäftshaus                          | Ostersbaum Deweerthstraße 14 Karte    | | 1896/97        | 15. Oktober 1992   | 2500            |
| Wohnhaus                               | Wohnhaus                                         | Ostersbaum Deweerthstraße 15 Karte    | | 1880–1895      | 4. Dezember 1991   | 1957            |
| Wohnhaus                               | Wohnhaus                                         | Ostersbaum Deweerthstraße 16 Karte    | | 1900           | 24. März 1994      | 3332            |
| Wohnhaus                               | Wohnhaus                                         | Ostersbaum Deweerthstraße 19 Karte    | | 1905           | 13. April 1994     | 3367            |
| Wohn- und Geschäftshaus                | Wohn- und Geschäftshaus                          | Ostersbaum Deweerthstraße 33 Karte    | | 1893           | 13. Mai 1994       | 3407            |
| Wohnhaus                               | Wohnhaus                                         | Ostersbaum Deweerthstraße 64 Karte    | | 1864–1867      | 20. August 1986    | 853             |
| Wohn- und Geschäftshaus                | Wohn- und Geschäftshaus                          | Ostersbaum Düppeler Straße 1 Karte    | | 1892–1895      | 6. Juli 2016       | 4244            |
| weitere Bilder                         | Wohnhaus                                         | Ostersbaum Düppeler Straße 3 Karte    | |                | 3. Februar 1993    | 2739            |
| Wohnhaus                               | Wohnhaus                                         | Ostersbaum Düppeler Straße 10 Karte   | | 1900           | 27. Juni 1988      | 1397            |
| weitere Bilder                         | Wohnhaus                                         | Ostersbaum Düppeler Straße 12 Karte   | | 1900           | 27. Juni 1988      | 1398            |
| weitere Bilder                         | Wohnhaus                                         | Ostersbaum Düppeler Straße 14 Karte   | | 1906           | 30. Januar 1987    | 959             |
| weitere Bilder                         | Wohnhaus                                         | Ostersbaum Düppeler Straße 16 Karte   | |                | 8. November 1990   | 1834            |
| weitere Bilder                         | Wohnhaus                                         | Ostersbaum Düppeler Straße 18 Karte   | | 1904           | 29. Januar 1993    | 2725            |
| weitere Bilder                         | Wohnhaus                                         | Ostersbaum Düppeler Straße 20 Karte   | | 1913/14        | 7. September 1992  | 2399            |
| weitere Bilder                         | Wohn- und Geschäftshaus                          | Ostersbaum Düppeler Straße 28 Karte   | | 1904           | 30. Januar 1987    | 960             |
| weitere Bilder                         | Wohnhaus                                         | Ostersbaum Düppeler Straße 30 Karte   | | 1904           | 18. August 1986    | 852             |
| weitere Bilder                         | Wohnhaus                                         | Ostersbaum Düppeler Straße 32 Karte   | | 1904           | 12. April 1988     | 1340            |
| weitere Bilder                         | Wohnhaus                                         | Ostersbaum Düppeler Straße 34 Karte   | |                | 29. Januar 1993    | 2724            |
| Wohnhaus                               | Wohnhaus                                         | Ostersbaum Düppeler Straße 36 Karte   | | 1897           | 29. Januar 1993    | 2722            |
| weitere Bilder                         | Wohnhaus                                         | Ostersbaum Düppeler Straße 38 Karte   | | 1900           | 29. Januar 1993    | 2723            |
| weitere Bilder                         | Wohnhaus                                         | Ostersbaum Düppeler Straße 40 Karte   | | 1900           | 16. März 1989      | 1549            |
| Wohnhaus                               | Wohnhaus                                         | Ostersbaum Düppeler Straße 42 Karte   | | 1898           | 29. Januar 1993    | 2726            |
| weitere Bilder                         | Wohnhaus                                         | Ostersbaum Düppeler Straße 44 Karte   | | 1900           | 21. März 1989      | 1553            |
| weitere Bilder                         | Turm (Elisenturm)                                | Ostersbaum Elisenhöhe 1a              | | 1838           | 23. April 1991     | 1894            |
| weitere Bilder                         | Villa (Villa Eller)                              | Ostersbaum Elisenhöhe 1               | | 1875/1890/1895 | 4. August 1994     | 3493            |
| weitere Bilder                         | Parkanlage mit zwei Pavillons, Treppe            | Ostersbaum Else-Lasker-Schüler-Straße | Gesamtdenkmal aus Pavillonbauten und der Treppe im Park Else-Lasker-Schüler-Straße                                                                                   | 1913           | 24. Februar 1997   | 4042            |
| Pfarrgrabmal                           | Pfarrgrabmal                                     | Ostersbaum Else-Lasker-Schüler-Straße | Pfarrgrabmal im Park Else-Lasker-Schüler-Straße |                | 24. Februar 1997   | 0               |
| weitere Bilder                         | Treppe (Engelnbergtreppe)                        | Ostersbaum Engelnbergtreppe           | |                | 12. Mai 1992       | 2220            |
| Wohnhaus                               | Wohnhaus                                         | Ostersbaum Flensburger Straße 9       | | 1900           | 9. Juli 1987       | 1089            |
| Wohn- und Geschäftshaus                | Wohn- und Geschäftshaus                          | Ostersbaum Flensburger Straße 11      | Jetzt nur Wohnhaus | 1900           | 1. September 1988  | 1448            |
| Wohnhaus                               | Wohnhaus                                         | Ostersbaum Flensburger Straße 12      | | 1902/1907      | 10. März 1992      | 2088            |
| Wohnhaus                               | Wohnhaus                                         | Ostersbaum Flensburger Straße 14      | |                | 26. November 1987  | 1204            |
| weitere Bilder                         | Wohnhaus                                         | Ostersbaum Flensburger Straße 16      | | 1904           | 7. April 1993      | 2886            |
| Wohnhaus                               | Wohnhaus                                         | Ostersbaum Flensburger Straße 18      | | 1904           | 7. April 1993      | 2877            |
| Wohn- und Geschäftshaus                | Wohn- und Geschäftshaus                          | Ostersbaum Flensburger Straße 26      | Jetzt nur Wohnhaus | 1902           | 7. April 1993      | 2885            |
| weitere Bilder                         | Wohnhaus                                         | Ostersbaum Flensburger Straße 27      | | 1905           | 29. November 1994  | 3614            |
| weitere Bilder                         | Wohnhaus                                         | Ostersbaum Flensburger Straße 28      | |                | 8. November 1990   | 1837            |
| Wohnhaus                               | Wohnhaus                                         | Ostersbaum Flensburger Straße 29      | | 1904           | 24. Oktober 1986   | 888             |
| weitere Bilder                         | Wohnhaus                                         | Ostersbaum Flensburger Straße 30      | |                | 7. April 1993      | 2875            |
| Wohnhaus                               | Wohnhaus                                         | Ostersbaum Flensburger Straße 32      | | 1900           | 24. Oktober 1986   | 889             |
| weitere Bilder                         | Kindertagesstätte (Städtische Kindertagesstätte) | Ostersbaum Flensburger Straße 39      | | 1915           | 28. Mai 1993       | 2962            |
| Wohn- und Geschäftshaus                | Wohn- und Geschäftshaus                          | Ostersbaum Flensburger Straße 42      | |                | 26. Oktober 1984   | 176             |
| weitere Bilder                         | Wohnhaus                                         | Ostersbaum Flensburger Straße 44      | | 1900           | 24. Oktober 1986   | 890             |
| weitere Bilder                         | Wohnhaus                                         | Ostersbaum Flensburger Straße 46      | |                | 12. Januar 1988    | 1270            |
| weitere Bilder                         | Wohnhaus                                         | Ostersbaum Flensburger Straße 48      | | 1900           | 24. Oktober 1986   | 891             |
| Wohnhaus                               | Wohnhaus                                         | Ostersbaum Flensburger Straße 49      | | 1903           | 7. April 1993      | 2876            |
| weitere Bilder                         | Wohnhaus                                         | Ostersbaum Flensburger Straße 52      | | 1903           | 7. April 1993      | 2887            |
| weitere Bilder                         | Wohn- und Geschäftshaus                          | Ostersbaum Flensburger Straße 54      | | 1904           | 7. April 1993      | 2888            |
| weitere Bilder                         | Wohnhaus                                         | Ostersbaum Flensburger Straße 56      | | 1900           | 8. November 1990   | 1838            |
| weitere Bilder                         | Wohnhaus                                         | Ostersbaum Flensburger Straße 58      | | 1902–1907      | 28. Februar 1992   | 2072            |
| Wohnhaus                               | Wohnhaus                                         | Ostersbaum Flensburger Straße 59      | |                | 25. Oktober 1985   | 629             |
| Wohnhaus                               | Wohnhaus                                         | Ostersbaum Flensburger Straße 61      | | 1905           | 25. Januar 1995    | 3644            |
| Wohn- und Geschäftshaus                | Wohn- und Geschäftshaus                          | Ostersbaum Flensburger Straße 66      | | 1903           | 27. November 1992  | 2565            |
| Wohn- und Geschäftshaus                | Wohn- und Geschäftshaus                          | Ostersbaum Flensburger Straße 68      | |                | 11. Oktober 1993   | 3136            |
| Wohn- und Geschäftshaus                | Wohn- und Geschäftshaus                          | Ostersbaum Flensburger Straße 70      | | 1900           | 24. Oktober 1986   | 892             |
| weitere Bilder                         | Pavillon                                         | Ostersbaum Flensburger Straße         | in Bearbeitung |                |                    | 0illonn         |
| weitere Bilder                         | Wohn- und Geschäftshaus (Siedlung Frankenplatz)  | Ostersbaum Frankenplatz 3             | Bestandteil der Siedlung Frankenplatz | 1914           | 22. Dezember 1992  | 2637            |
| Wohnhaus (Siedlung Frankenplatz)       | Wohnhaus (Siedlung Frankenplatz)                 | Ostersbaum Frankenplatz 4             | Bestandteil der Siedlung Frankenplatz | 1913           | 13. Januar 1993    | 2665            |
| weitere Bilder                         | Wohnhaus (Siedlung Frankenplatz)                 | Ostersbaum Frankenplatz 5             | Bestandteil der Siedlung Frankenplatz | 1914           | 22. Dezember 1992  | 2636            |
| Wohnhaus (Siedlung Frankenplatz)       | Wohnhaus (Siedlung Frankenplatz)                 | Ostersbaum Frankenplatz 6             | Bestandteil der Siedlung Frankenplatz | 1921           | 8. Januar 1993     | 2661            |
| weitere Bilder                         | Wohnhaus (Siedlung Frankenplatz)                 | Ostersbaum Frankenplatz 7             | Bestandteil der Siedlung Frankenplatz | 1914           | 30. Dezember 1992  | 2648            |
| Wohnhaus (Siedlung Frankenplatz)       | Wohnhaus (Siedlung Frankenplatz)                 | Ostersbaum Frankenplatz 8             | Bestandteil der Siedlung Frankenplatz | 1921           | 8. Januar 1993     | 2662            |
| weitere Bilder                         | Wohnhaus (Siedlung Frankenplatz)                 | Ostersbaum Frankenplatz 9             | Bestandteil der Siedlung Frankenplatz | 1914           | 30. Dezember 1992  | 2647            |
| Wohnhaus (Siedlung Frankenplatz)       | Wohnhaus (Siedlung Frankenplatz)                 | Ostersbaum Frankenplatz 10            | Bestandteil der Siedlung Frankenplatz | 1921           | 15. Januar 1993    | 2669            |
| weitere Bilder                         | Wohnhaus (Siedlung Frankenplatz)                 | Ostersbaum Frankenplatz 11            | Bestandteil der Siedlung Frankenplatz | 1914           | 30. Dezember 1992  | 2646            |
| weitere Bilder                         | Wohnhaus (Siedlung Frankenplatz)                 | Ostersbaum Frankenplatz 12            | Bestandteil der Siedlung Frankenplatz | 1921           | 15. Januar 1993    | 2668            |
| weitere Bilder                         | Wohnhaus (Siedlung Frankenplatz)                 | Ostersbaum Frankenplatz 13            | Bestandteil der Siedlung Frankenplatz | 1921           | 7. Januar 1993     | 2655            |
| weitere Bilder                         | Wohnhaus (Siedlung Frankenplatz)                 | Ostersbaum Frankenplatz 15            | Bestandteil der Siedlung Frankenplatz | 1914           | 7. Januar 1993     | 2654            |
| weitere Bilder                         | Wohnhaus (Siedlung Frankenplatz)                 | Ostersbaum Frankenplatz 17            | Bestandteil der Siedlung Frankenplatz | 1914           | 7. Januar 1993     | 2652            |
| weitere Bilder                         | Wohnhaus (Siedlung Frankenplatz)                 | Ostersbaum Frankenplatz 19            | Bestandteil der Siedlung Frankenplatz | 1914           | 7. Januar 1993     | 2651            |
| Wohnhaus (Siedlung Frankenplatz)       | Wohnhaus (Siedlung Frankenplatz)                 | Ostersbaum Frankenplatz 21            | Bestandteil der Siedlung Frankenplatz | 1920           | 12. April 1990     | 1740            |
| Wohnhaus (Siedlung Frankenplatz)       | Wohnhaus (Siedlung Frankenplatz)                 | Ostersbaum Frankenplatz 23            | Bestandteil der Siedlung Frankenplatz | 1920           | 3. Juli 1990       | 1786            |
| Wohnhaus (Siedlung Frankenplatz)       | Wohnhaus (Siedlung Frankenplatz)                 | Ostersbaum Frankenplatz 25            | Bestandteil der Siedlung Frankenplatz | 1920           | 6. Juli 1990       | 1788            |
| Wohnhaus (Siedlung Frankenplatz)       | Wohnhaus (Siedlung Frankenplatz)                 | Ostersbaum Frankenplatz 27            | Bestandteil der Siedlung Frankenplatz | 1920           | 12. Juli 1990      | 1795            |
| Doppelwohnhaus (Siedlung Frankenplatz) | Doppelwohnhaus (Siedlung Frankenplatz)           | Ostersbaum Frankenplatz 29            | Bestandteil der Siedlung Frankenplatz, eine D-Nummer mit Frankenplatz 31                                                                                             | 1920           | 21. Juni 1990      | 1779            |
| weitere Bilder                         | Doppelwohnhaus (Siedlung Frankenplatz)           | Ostersbaum Frankenplatz 31            | Bestandteil der Siedlung Frankenplatz, eine D-Nummer mit Frankenplatz 29                                                                                             | 1920           | 21. Juni 1990      | 1779            |
| Doppelwohnhaus (Siedlung Frankenplatz) | Doppelwohnhaus (Siedlung Frankenplatz)           | Ostersbaum Frankenplatz 33            | Bestandteil der Siedlung Frankenplatz, eine D-Nummer mit Frankenplatz 35                                                                                             | 1920           | 23. März 1990      | 1703            |
| Doppelwohnhaus (Siedlung Frankenplatz) | Doppelwohnhaus (Siedlung Frankenplatz)           | Ostersbaum Frankenplatz 35            | Bestandteil der Siedlung Frankenplatz, eine D-Nummer mit Frankenplatz 33                                                                                             | 1920           | 23. März 1990      | 1703            |
| weitere Bilder                         | Wohnhaus (Siedlung Frankenplatz)                 | Ostersbaum Frankenplatz 37            | Bestandteil der Siedlung Frankenplatz | 1913           | 17. Dezember 1992  | 2632            |
| Wohnhaus (Siedlung Frankenplatz)       | Wohnhaus (Siedlung Frankenplatz)                 | Ostersbaum Frankenplatz 39            | Bestandteil der Siedlung Frankenplatz | 1913           | 30. Januar 1992    | 2013            |
| Wohnhaus (Siedlung Frankenplatz)       | Wohnhaus (Siedlung Frankenplatz)                 | Ostersbaum Frankenplatz 41            | Bestandteil der Siedlung Frankenplatz | 1913/1934      | 4. Februar 1992    | 2018            |
| Wohnhaus (Siedlung Frankenplatz)       | Wohnhaus (Siedlung Frankenplatz)                 | Ostersbaum Frankenplatz 43            | Bestandteil der Siedlung Frankenplatz | 1913           | 4. Februar 1992    | 2024            |
| weitere Bilder                         | Treppe (Siedlung Frankenplatz)                   | Ostersbaum Frankenstraße              | Bestandteil der Siedlung Frankenplatz |                | 11. Dezember 1995  | 3745            |
| weitere Bilder                         | Wohn- und Geschäftshaus (Siedlung Frankenplatz)  | Ostersbaum Frankenstraße 1            | Bestandteil der Siedlung Frankenplatz | 1913           | 2. Oktober 1992    | 2481            |
| weitere Bilder                         | Wohn- und Geschäftshaus (Siedlung Frankenplatz)  | Ostersbaum Frankenstraße 2            | Bestandteil der Siedlung Frankenplatz | 1913           | 29. Oktober 1992   | 2523            |
| weitere Bilder                         | Wohnhaus (Siedlung Frankenplatz)                 | Ostersbaum Frankenstraße 3            | Bestandteil der Siedlung Frankenplatz | 1913           | 2. Februar 1993    | 2728            |
| weitere Bilder                         | Wohnhaus (Siedlung Frankenplatz)                 | Ostersbaum Frankenstraße 4            | Bestandteil der Siedlung Frankenplatz | 1913           | 6. November 1992   | 2529            |
| weitere Bilder                         | Wohnhaus (Siedlung Frankenplatz)                 | Ostersbaum Frankenstraße 6            | Bestandteil der Siedlung Frankenplatz | 1913           | 13. November 1992  | 2534            |
| weitere Bilder                         | Wohnhaus (Siedlung Frankenplatz)                 | Ostersbaum Frankenstraße 7            | Bestandteil der Siedlung Frankenplatz | 1913           | 3. Februar 1993    | 2730            |
| weitere Bilder                         | Wohnhaus (Siedlung Frankenplatz)                 | Ostersbaum Frankenstraße 8            | Bestandteil der Siedlung Frankenplatz | 1913           | 19. November 1992  | 2541            |
| Wohnhaus (Siedlung Frankenplatz)       | Wohnhaus (Siedlung Frankenplatz)                 | Ostersbaum Frankenstraße 9            | Bestandteil der Siedlung Frankenplatz | 1913           | 3. Februar 1993    | 2729            |
| Wohnhaus (Siedlung Frankenplatz)       | Wohnhaus (Siedlung Frankenplatz)                 | Ostersbaum Frankenstraße 10           | Bestandteil der Siedlung Frankenplatz | 1913           | 24. November 1992  | 2545            |
| Doppelwohnhaus (Siedlung Frankenplatz) | Doppelwohnhaus (Siedlung Frankenplatz)           | Ostersbaum Frankenstraße 11           | Bestandteil der Siedlung Frankenplatz, eine D-Nummer mit Frankenstraße 13                                                                                            | 1921           | 10. Februar 1993   | 2746            |
| Wohnhaus (Siedlung Frankenplatz)       | Wohnhaus (Siedlung Frankenplatz)                 | Ostersbaum Frankenstraße 12           | Bestandteil der Siedlung Frankenplatz | 1913           | 24. November 1992  | 2549            |
| Doppelwohnhaus (Siedlung Frankenplatz) | Doppelwohnhaus (Siedlung Frankenplatz)           | Ostersbaum Frankenstraße 13           | Bestandteil der Siedlung Frankenplatz, eine D-Nummer mit Frankenstraße 11                                                                                            | 1921           | 10. Februar 1993   | 2746            |
| weitere Bilder                         | Wohnhaus (Siedlung Frankenplatz)                 | Ostersbaum Frankenstraße 14           | Bestandteil der Siedlung Frankenplatz | 1913           | 27. November 1992  | 2564            |
| Siedlungshaus (Siedlung Frankenplatz)  | Siedlungshaus (Siedlung Frankenplatz)            | Ostersbaum Frankenstraße 15           | Bestandteil der Siedlung Frankenplatz | 1925           | 11. Februar 1993   | 2755            |
| Wohnhaus (Siedlung Frankenplatz)       | Wohnhaus (Siedlung Frankenplatz)                 | Ostersbaum Frankenstraße 16           | Bestandteil der Siedlung Frankenplatz | 1913           | 1. Dezember 1992   | 2570            |
| Wohnhaus (Siedlung Frankenplatz)       | Wohnhaus (Siedlung Frankenplatz)                 | Ostersbaum Frankenstraße 18           | Bestandteil der Siedlung Frankenplatz | 1913           | 1. Dezember 1992   | 2569            |
| weitere Bilder                         | Wohnhaus (Siedlung Frankenplatz)                 | Ostersbaum Frankenstraße 19           | Bestandteil der Siedlung Frankenplatz | 1925           | 11. Februar 1993   | 2754            |
| Wohnhaus (Siedlung Frankenplatz)       | Wohnhaus (Siedlung Frankenplatz)                 | Ostersbaum Friesenstraße 1            | Bestandteil der Siedlung Frankenplatz. Eine D-Nummer mit Friesenstraße 3-7                                                                                           | 1920           | 6. März 1990       | 1710            |
| Wohnhaus (Siedlung Frankenplatz)       | Wohnhaus (Siedlung Frankenplatz)                 | Ostersbaum Friesenstraße 2            | Bestandteil der Siedlung Frankenplatz | 1920           | 6. März 1991       | 1879            |
| Wohnhaus (Siedlung Frankenplatz)       | Wohnhaus (Siedlung Frankenplatz)                 | Ostersbaum Friesenstraße 3            | Bestandteil der Siedlung Frankenplatz. Eine D-Nummer mit Friesenstraße 1, 5, 7                                                                                       | 1920           | 6. März 1990       | 1710            |
| Wohnhaus (Siedlung Frankenplatz)       | Wohnhaus (Siedlung Frankenplatz)                 | Ostersbaum Friesenstraße 4            | Bestandteil der Siedlung Frankenplatz | 1920           | 29. Juni 1990      | 1782            |
| Wohnhaus (Siedlung Frankenplatz)       | Wohnhaus (Siedlung Frankenplatz)                 | Ostersbaum Friesenstraße 5            | Bestandteil der Siedlung Frankenplatz. Eine D-Nummer mit Friesenstraße 1, 3, 7                                                                                       | 1920           | 6. März 1990       | 1710            |
| Wohnhaus (Siedlung Frankenplatz)       | Wohnhaus (Siedlung Frankenplatz)                 | Ostersbaum Friesenstraße 6            | Bestandteil der Siedlung Frankenplatz | 1920           | 30. März 1990      | 1726            |
| Wohnhaus (Siedlung Frankenplatz)       | Wohnhaus (Siedlung Frankenplatz)                 | Ostersbaum Friesenstraße 7            | Bestandteil der Siedlung Frankenplatz. Eine D-Nummer mit Friesenstraße 1-5                                                                                           | 1920           | 6. März 1990       | 1710            |
| weitere Bilder                         | Doppelwohnhaus (Siedlung Frankenplatz)           | Ostersbaum Friesenstraße 8            | Bestandteil der Siedlung Frankenplatz. Eine D-Nummer mit Friesenstraße 10                                                                                            | 1920           | 30. März 1990      | 1727            |
| Wohnhaus (Siedlung Frankenplatz)       | Wohnhaus (Siedlung Frankenplatz)                 | Ostersbaum Friesenstraße 9            | Bestandteil der Siedlung Frankenplatz. Eine D-Nummer mit Friesenstraße 11, 13                                                                                        | 1921/22        | 31. August 1989    | 1639            |
| weitere Bilder                         | Doppelwohnhaus (Siedlung Frankenplatz)           | Ostersbaum Friesenstraße 10           | Bestandteil der Siedlung Frankenplatz. Eine D-Nummer mit Friesenstraße 8                                                                                             | 1920           | 30. März 1990      | 1727            |
| Wohnhaus (Siedlung Frankenplatz)       | Wohnhaus (Siedlung Frankenplatz)                 | Ostersbaum Friesenstraße 11           | Bestandteil der Siedlung Frankenplatz. Eine D-Nummer mit Friesenstraße 9, 13                                                                                         | 1921/22        | 31. August 1989    | 1639            |
| weitere Bilder                         | Doppelwohnhaus (Siedlung Frankenplatz)           | Ostersbaum Friesenstraße 12           | Bestandteil der Siedlung Frankenplatz. Eine D-Nummer mit Friesenstraße 14                                                                                            |                | 6. Juli 1990       | 1789            |
| Wohnhaus (Siedlung Frankenplatz)       | Wohnhaus (Siedlung Frankenplatz)                 | Ostersbaum Friesenstraße 13           | Bestandteil der Siedlung Frankenplatz. Eine D-Nummer mit Friesenstraße 9, 11                                                                                         | 1921/22        | 31. August 1989    | 1639            |
| weitere Bilder                         | Doppelwohnhaus (Siedlung Frankenplatz)           | Ostersbaum Friesenstraße 14           | Bestandteil der Siedlung Frankenplatz. Eine D-Nummer mit Friesenstraße 12                                                                                            |                | 6. Juli 1990       | 1789            |
| Wohnhaus (Siedlung Frankenplatz)       | Wohnhaus (Siedlung Frankenplatz)                 | Ostersbaum Friesenstraße 15           | Bestandteil der Siedlung Frankenplatz | 1927           | 23. Juli 1992      | 2337            |
| Wohnhaus (Siedlung Frankenplatz)       | Wohnhaus (Siedlung Frankenplatz)                 | Ostersbaum Friesenstraße 17           | Bestandteil der Siedlung Frankenplatz | 1927           | 14. September 1992 | 2424            |
| Wohnhaus (Siedlung Frankenplatz)       | Wohnhaus (Siedlung Frankenplatz)                 | Ostersbaum Friesenstraße 19           | Bestandteil der Siedlung Frankenplatz | 1927           | 4. Oktober 1992    | 2497            |
| weitere Bilder                         | Wohnhaus (Siedlung Frankenplatz)                 | Ostersbaum Friesenstraße 21           | Bestandteil der Siedlung Frankenplatz | 1927           | 4. Februar 1992    | 2027            |
| Siedlungshaus (Siedlung Frankenplatz)  | Siedlungshaus (Siedlung Frankenplatz)            | Ostersbaum Friesenstraße 23           | Bestandteil der Siedlung Frankenplatz | 1926           | 5. Februar 1992    | 2031            |
| Wohnhaus (Siedlung Frankenplatz)       | Wohnhaus (Siedlung Frankenplatz)                 | Ostersbaum Friesenstraße 25           | Bestandteil der Siedlung Frankenplatz | 1926           | 7. Februar 1992    | 2039            |
| Wohnhaus (Siedlung Frankenplatz)       | Wohnhaus (Siedlung Frankenplatz)                 | Ostersbaum Friesenstraße 27           | Bestandteil der Siedlung Frankenplatz | 1926           | 13. Februar 1992   | 2044            |